# حركة نياغارا
حركة نياغارا هي منظمة تدعم الحقوق المدنية للسود أسستها سنة 1905 مجموعة من الناشطين، كان كثيرون منهم بين طليعة المحامين الأمريكيين الأفارقة في الولايات المتحدة بقيادة وليام دو بويز ووليم مونرو تروتر. سميت الحركة تيمنًا بالتيار الضخم للتغيير. أرادت المجموعة صنع تأثير، واتخذت شلالات نياغارا رمزًا لها. لم تلتق المجموعة للمرة الأولى في شلالات نياغارا، نيويورك، ولكنها خططت لعقد مؤتمرها الأول في بوفالو القريبة (وفي اللحظة الأخيرة انتقلت على طول نهر نياغارا إلى فورت إيري، أونتاريو، كندا) لتجنب أية اضطرابات.
عارضت حركة نياغارا العزل العنصري والحرمان من الحقوق. شعر أعضاؤها «بفظاظة» سياسة المواءمة والتوفيق، من دون حق التصويت، التي روج لها بوكر تي. واشنطن، الأميركي من أصل أفريقي الذي كان رائدًا في أيامه.

## خلفية
خلال عهد إعادة الإعمار الذي أعقب الحرب الأهلية الأميركية، امتلك الأمريكيون من أصل أفريقي مستوىً من الحرية المدنية والمشاركة المدنية. في الجنوب، تمكن العبيد السابقون للمرة الأولى من التصويت، وتولي المناصب العامة، وإبرام عقود عمل. مع نهاية عهد إعادة الإعمار في سبعينيات القرن التاسع عشر، بدأت حرياتهم بالتضاؤل. في الفترة بين عامي 1890 و1908، صدقت جميع الولايات الجنوبية على دساتير أو قوانين جديدة تحرم معظم السود من حقوقهم وتقيد إلى حد بعيد حقوقهم السياسية والمدنية. مررت جميعها قوانين تفرض الفصل العنصري تحت سلطة القانون في المرافق العامة. ترسخت هذه السياسات بعد أن حكمت المحكمة العليا للولايات المتحدة في عام 1896 في قضية بليسي ضد فيرغسون بأن القوانين التي تشترط مرافق «منفصلة لكن متكافئة» هي قوانين دستورية. إلا أن المرافق المنفصلة كثيرًا ما كانت أماكن رثّة، أو أنها لم توجد أصلًا.
كان بوكر تي. واشنطن، مدير معهد توسكيجي في ولاية ألاباما، أبرز متحدث أمريكي من أصل أفريقي خلال التسعينيات. في خطاب ألقاه في عام 1895 في ولايتي أتلانتا وجورجيا، ناقش واشنطن ما أصبح يعرف بتسوية ألاباما. أعرب عن اعتقاده بأن الأمريكيين من أصل أفريقي في الجنوب لا ينبغي عليهم المطالبة بالحقوق السياسية (مثل ممارسة الحق في التصويت أو المساواة في المعاملة بموجب القانون) ما دامت تتاح لهم فرص اقتصادية وحقوق أساسية في المحاكمة العادلة. اعتقد أنهم بحاجة إلى التركيز على التعليم والعمل، للارتقاء بعرقهم. سيطر واشنطن سياسيًا على المجلس الوطني الأمريكي-الأفريقي، وهو أول منظمة من منظمات الحقوق المدنية الأمريكية-الأفريقية على الصعيد الوطني.
في مطلع القرن العشرين، بدأ نشطاء آخرون من المجتمع الأمريكي الأفريقي المطالبة بتحدي سياسات الحكومة العنصرية والتطلع لأهداف أسمى لشعبهم من تلك التي نادى بها واشنطن. اعتقدو أن واشنطن «مال للتكيف». كان من بين المعارضين الناشط الشمالي وليام دو بويز، الذي كان آنذاك أستاذًا في جامعة أتلانتا، وويليام مونرو تروتر، الناشط في بوسطن والذي أسس في عام 1901 صحيفة «بوسطن غارديان» بوصفها منبرًا للنشاط الراديكالي. في عامي 1902 و1903، سعت مجموعات من الناشطين إلى كسب مسامع أكبر في مؤتمرات المجلس الوطني الأمريكي-الأفريقي، ولكنهم كانوا مهمشين بسبب هيمنة مؤيدين لواشنطن على المؤتمرات. دبر تروتر في يوليو سنة 1903 مواجهة مع واشنطن في بوسطن، معقل النشاط السياسي، أسفرت عن اشتباك انتهى باعتقال تروتر وغيره؛ وحظي ذلك الحدث بعناوين على الصحف الوطنية.
في يناير سنة 1904، نظم واشنطن، بمساعدة مالية من فاعل الخير الأبيض أندرو كارنيغي، اجتماعًا في نيويورك لتوحيد المتحدثين باسم الأمريكيين من أصل أفريقي والحقوقيين المدنية. لم يكن تروتر مدعوًا، لكن دو بويز وبعض الناشطين الآخرين كانوا مدعوين. تعاطف دو بويز مع القضية لكنه كان مشككًا بدوافع واشنطن؛ أشار إلى أن عدد النشطاء المدعوين كان صغيرًا مقارنة بعدد مؤيدي واشنطن. أرسى الاجتماع الأساس للجنة تضم كلًا من واشنطن ودو بويز، ولكنها سرعان ما انهارت. استقال دو بويز في يوليو سنة 1905. بحلول ذلك الوقت، أدرك كل من دو بوا وتروتر الحاجة إلى جماعة ناشطة جيدة التنظيم مناهضة لواشنطن.

## النشاط
بعد الاجتماع الاول، عاد المندوبون إلى مقاطعاتهم الأم لتشكيل وحدات محلية. بحلول منتصف سبتمبر سنة 1905، أنشأت وحدات في 21 ولاية، وكان لدى المنظمة 170 عضوًا بحلول نهاية السنة. أسس دو بويز مجلة «ذا مون»، في محاولة لإنشاء هيئة ناطقة باسم المنظمة، بسبب نقص التمويل، فشلت في ذلك بعد أشهر قليلة من النشر. في سنة 1907، صدرت مجلة أخرى، «ذا هورايزون»، واستمر حتى سنة 1910.
عقد الاجتماع الثاني للحركة، وهو الأول الذي يعقد في الأراضي الأمريكية والذي يمكن القول إنه كان نقطة انطلاق للحركة، في هاربرز فيري (فيرجينيا الغربية)، موقع الغارة التي شنها جون براون عام 1859، ضد الحكومة. عقد التجمع الذي استمر ثلاثة أيام في الفترة بين 15 و18 من أغسطس سنة 1906 في حرم كلية ستورر (التي هي اليوم جزء من حديقة هاربرز التاريخية الوطنية). ناقش الحاضرون في المؤتمر كيفية ضمان الحقوق المدنية للأمريكيين من أصل أفريقي، ووصف دو بويز الاجتماع لاحقًا بأنه «أحد أكبر الاجتماعات التي عقدها الأمريكيون الأفارقة على الإطلاق». مشى الحاضرون من كلية ستورر إلى مزرعة عائلة مورفي القريبة، موقع إعادة تموضع حصن تاريخي حيث بلغ سعي جون براون لإنهاء العبودية ذروته. حال وصولهم إلى هناك، خلعوا أحذيتهم وجواربهم تكريمًا للأرض المقدسة وشاركوًا حفلًا تذكاريًا.
قدمت عدة وحدات من المنظمة إسهامات موضوعية في النهوض بالحقوق المدنية في عام 1906. مارس فرع ماساتشوستس ضغوطًا قوية ضد أحد تشريعات الولاية الذي قضى بالفصل بين عربات القطار، ولكنه لم يتمكن من منع الولاية من المساعدة في تمويل معرض جيمستاون، وهو إحياء لذكرى تأسيس مستعمرة جيمستاون الذي حركته دوافع عرقية، في فرجينيا، والذي سعت الولاية حينها إلى الحد من قبول السود فيها. أقنعت وحدة إيلينوي نقاد مسرح شيكاغو بتجاهل الإنتاج السينمائي «ذا كلانزمان».
خلال الأشهر الأولى من عام 1906، حصل خلاف بين دو بويز وتروتر بشأن قبول النساء في المنظمة. أيد دو بويز الفكرة، في حين عارضها تروتر، ولكنه تراجع في نهاية المطاف، وتيسرت المسألة خلال اجتماع عقد سنة 1906. زادت حدة الانقسام مع الخلاف بين تروتر وكليمنت مورغان، عضو في الحركة وأحد المؤيدين القديمين لها حول سياسة ماساتشوستس والسيطرة على الفرع المحلي للحركة، إذ وقف دو بويز إلى جانب إلى جانب. عندما اجتمعت الحركة في بوسطن سنة 1907، لم يكتف دو بويز بقبول غريمكي وميللر في المنظمة، بل أعاد تعيين مورغان في منصب قيادي في المنظمة. فشلت محاولات لاحقة في رأب الخلاف، واستقال تروتر بعد ذلك من الحركة.
في عام 1906، طرحت عدة اقتراحات في الصحافة السوداء بدمج الحركة مع منظمات أخرى. لم تتحقق أي من تلك المقترحات، مع كون المادة المطروحة الوحيدة اجتماع عقد بين فرع الحركة في واشنطن العاصمة وأعضاء مجلس بوكريت الأمريكي-الأفريقي.
بدأت الحركة، بالتعاون مع رابطة الدستور (التي كانت تتولى منصب المدير التنفيذي لحزب دو بويز)، في تنظيم طعون قانونية في قوانين العزل في أوائل عام 1907. بالنسبة لمنظمة ذات ميزانية محدودة، كان ذلك الاقتراح باهظ التكاليف: القضية الوحيدة التي ركبوا فيها تحدي قانون العزل بالسكك الحديدية في ولاية فرجينيا وضعت المنظمة في فجوة الدين.